# 南薩摩市
もしかして
- 南さつま市

ではありませんか？